# Evreux VB
Évreux Volley-ball – żeński klub piłki siatkowej z Francji. Swoją siedzibę ma w Évreux. Został założony w 1998.
W zespole gra Polka Agnieszka Drzewiczuk.